# Naked City (album)
Naked City là một album phòng thu của nhạc công saxophone John Zorn phát hành qua Nonesuch Records năm 1990. Đội hình trong album này sau đó được biết đến với tên Naked City, gồm Zorn (alto saxophone), Bill Frisell (guitar), Wayne Horvitz (keyboard), Fred Frith (bass) và Joey Baron (trống), ban nhạc được lập ra để thử thách giới hạng của một rock band.
Album cũng được phát hành như một phần của box set Naked City: The Complete Studio Recordings qua hãng đĩa Tzadik của Zorn năm 2005.

## Tiếp nhận
| Đánh giá chuyên môn | Đánh giá chuyên môn |
| Nguồn đánh giá      | Nguồn đánh giá      |
| Nguồn               | Đánh giá            |
| ------------------- | ------------------- |
| Allmusic            | [ 4 ]               |
| Rolling Stone       | [ 5 ]               |
| Guy's Music Review  | [ 6 ]               |

Scott Yanow của Allmusic cho album 5 sao và ghi nhận rằng album là một "vật thưởng âm nhạc để nghe lại nhiều lần cho các thính giả sẵn sàng mở rộng tâm hồn". Pitchfork Media xếp album ở vị trí số 47 trên danh sách Top 100 Albums of the 1980s

## Danh sách bài hát
Tất cả nhạc phẩm được soạn bởi John Zorn, trừ khi có ghi chú.
1. "Batman" – 1:58
2. "The Sicilian Clan" (Ennio Morricone) – 3:27
3. "You Will Be Shot" – 1:29
4. "Latin Quarter" – 4:05
5. "A Shot in the Dark" (Henry Mancini) – 3:09
6. "Reanimator" – 1:34
7. "Snagglepuss" – 2:20
8. "I Want to Live" (Johnny Mandel) – 2:08
9. "Lonely Woman" (Ornette Coleman) – 2:38
10. "Igneous Ejaculation" – 0:20
11. "Blood Duster" – 0:13
12. "Hammerhead" – 0:08
13. "Demon Sanctuary" – 0:38
14. "Obeah Man" – 0:17
15. "Ujaku" – 0:27
16. "Fuck the Facts" – 0:11
17. "Speedball" – 0:37
18. "Chinatown" (Jerry Goldsmith) – 4:23
19. "Punk China Doll" – 3:01
20. "N.Y. Flat Top Box" – 0:43
21. "Saigon Pickup" – 4:46
22. "The James Bond Theme" (John Barry) – 3:02
23. "Den of Sins" – 1:08
24. "Contempt" (Georges Delerue) – 2:49
25. "Graveyard Shift" – 3:25
26. "Inside Straight" – 4:10

## Thành phần tham gia
- John Zorn – alto saxophone
- Bill Frisell – guitar
- Fred Frith – bass
- Joey Baron – trống
- Wayne Horvitz – keyboard
- Yamatsuka Eye – giọng

## 
- Hòa âm bởi John Zorn/Naked City
- Thu âm và phối khí bởi Roger Moutenot
- Master bởi Bob Ludwig
- Ảnh bìa trước: Weegee, "Corpse with Revolver C.A. 1940". Photo courtesy of the Weegee Collection. Curator: Wilma Wilcox.
- Minh họa: Maruo Suehiro
- Thiết kế: Tanaka Tomoyo
- Sắp đặt kiểu ảnh: Takahashi Yukihiro
- Sản xuất bởi John Zorn
- Sản xuất điều hành: Bob Hurwitz
- Cảm ơn đặc biệt đến: Miwa Kaoru, Eye và Yoshimi Chan (Boredoms), Pill (Lip Cream), Ruins, N.Y. Antiknock, Mick và Shane (Napalm Death), Bill (Carcass), Martin (Earache), Extreme Noise Terror, Andy, Ted và Gabe (Blind Idiot God), Tom Paine (Live Skull), Craig và Sharon (God Is My Co-Pilot), Mark Beyer, Maruo Suehiro, Tanaka Tomoyo, Albert Lee, David Bither, Knitting Factory, Manny (Lunch for Your Ears), tam giác Hardcore Nhật Bản-Mỹ-Anh, và tất cả những người mua áo T-shirts và đến các buổi biểu diễn của chúng tôi.